# Saliha Naciye Kadın
Saliha Naciye Kadın (turco ottomano: صالحہ ناجیہ خانم, lett. "la devota" e "salvezza" o "libertà"; nota anche come Atike Naciye Kadın e nata Zeliha Ankuap; Batumi, 1887 – Istanbul, 1923) è stata l'ultima consorte del sultano ottomano Abdülhamid II.

## Origini
Saliha Naciye Kadın nacque nel 1887 a Batumi, in Georgia. Il suo nome di nascita era Zeliha Hanım e proveniva da una nobile famiglia abcasa, come figlia di Arslan Bey Ankuap.
Entrò alla corte ottomana di Istanbul, a Palazzo Yıldız, nel 1901, grazie all'intercessione di Kabasakal Mehmed Pasha. Qui cambiò nome in Saliha Naciye Hanım, a volte indicato anche come Atike Naciye.

## Consorte Imperiale
Dopo tre anni, venne notata dal sultano Abdülhamid II e divenne sua consorte il 4 novembre 1904, a Palazzo Yıldız. Le venne dato il titolo di "Sesta Ikbal". All'epoca, lei aveva diciassette anni e lui sessantadue.
Saliha Naciye fu la tredicesima e ultima consorte di Abdülhamid II e la più amata, seguita da Müşfika Kadın e Pesend Hanım.
Era nota per la dolcezza, la gentilezza e la modestia, tratti che Abdülhamid apprezzava molto.
Diede al sultano i suoi ultimi due figli, un maschio e una femmina, che morì a un anno. Dopo la nascita della figlia, Saliha Naciye venne promossa al rango onorario di "Quinta Consorte", col titolo di Saliha Naciye Kadın.
Nel 1909 Abdülhamid II venne deposto ed esiliato a Salonicco. Saliha Naciye fu fra le consorti che lo seguirono e si rifiutò di rientrare a Istanbul nel 1910. Quando Salonicco divenne greca nel 1912, Abdülhamid venne confinato nel Palazzo Beylerbeyi a Istanbul. Saliha Naciye, insieme a Müşfika Kadın, si rifiutò di lasciarlo e riuscì a ottenere il permesso di restare a Palazzo con lui finché morì. Pesend Hanım non riuscì invece a ottenere lo stesso permesso e dovette tornare alla casa paterna.

## Morte
Dopo la morte di Abdülhamid nel 1918, Saliha Naciye si ritirò a Serencebey, ospite del figliastro Şehzade Mehmed Selim, figlio di Abdülhamid e Bedrifelek Kadın.
Morì nel 1923 e venne sepolta nel mausoleo Mahmud II.

## Discendenza
Da Abdülhamid II, Saliha Naciye Kadın ebbe un figlio e una figlia:
- Şehzade Mehmed Abid (17 maggio 1905 - 8 dicembre 1973). Ebbe due consorti ma nessun figlio.
- Samiye Sultan (16 gennaio 1908 - 24 gennaio 1909). Nata e morta a Palazzo Yıldız. Morì di polmonite e venne sepolta nel cimitero Yahya Efendi.

## Cultura popolare
- Saliha Naciye è un personaggio del romanzo di Tim Symonds del 2015, Sherlock Holmes and The Sword of Osman.
- Nella serie TV storica turca del 2017 Payitaht: Abdülhamid, Saliha Naciye è interpretata dall'attrice turca Vildan Atasever.